# Beka Shvangiradze

a Compétitions nationales et continentales officielles uniquement.

b Matchs officiels uniquement.
Dernière mise à jour le 6 juillet 2024.
Beka Shvangiradze, né le 12 juin 2002, est un joueur international géorgien de rugby à XV qui évolue aux postes de troisième ligne aile ou de troisième ligne centre au Lyon OU.

## Biographie

### Début de carrière et premières sélections internationales
Beka Shvangiradze joue en Géorgie au sein du RC Aia jusqu'en 2020, date à laquelle il rejoint le centre de formation du Stade aurillacois.
Le 15 avril 2022, Beka Shvangiradze dispute son premier match en professionnel avec le Stade aurillacois face à l'US Carcassonne en Pro D2, en remplaçant Didier Tison à la mi-temps. En juin suivant, avec les espoirs, il inscrit un essai important lors de la victoire 26 à 25 de son équipe en demi-finale du Championnat de France espoirs contre l'USA Perpignan. En finale, étant titulaire en troisième ligne centre, son club s'impose 37 à 26 contre leurs homologues du Stade toulousain et il est sacré champion de France de la catégorie.
Le 25 juin 2022, Beka Shvangiradze dispute son premier match avec l'équipe de Géorgie des moins de 20 ans face à l'Italie dans le cadre des Six Nations Summer Series. Cinq jours plus tard, il inscrit son premier essai international contre le pays de Galles. Puis, le 6 juillet, il marque deux essais menant à une victoire face à l'Écosse. Dix jours plus tard, il dispute son premier match avec l'équipe de Géorgie contre le Portugal, en remplaçant Mikheil Babunashvili à onze minutes du terme de la rencontre.

### Titulaire au Stade aurillacois et départ au Lyon OU en Top 14
En début de saison suivante, il est directement titularisé lors de la première journée de Pro D2 contre le Stade montois. Lors de la deuxième journée face à Provence Rugby, il reçoit un carton jaune puis un carton rouge. Le 16 septembre 2022, il inscrit son premier essai en Pro D2 contre le RC Massy. Shvangiradze s'installe alors comme un titulaire important de l'équipe aurillacoise,, avec trois essais marqués en première partie de saison.
En octobre 2023, il reçoit un carton rouge face à l'USON Nevers et est suspendu cinq semaines. Au mois de décembre, lors de son deuxième match depuis son retour de suspension, Shvangiradze est à nouveau directement exclu face à l'US Montauban pour un contact à la tête sur un plaquage haut. Il est en conséquence suspendu quatre semaines. Fin janvier 2024, il est sélectionné pour le Championnat d'Europe. Début février, il dispute deux rencontres dans cette compétition contre l'Allemagne et les Pays-Bas. Toujours en février, le Lyon OU obtient l'accord pour recruter Shvangiradze à l'issue de la saison. Il signe un contrat de quatre saisons avec le club lyonnais. Au total, il dispute trente-trois matchs et inscrit neuf essais en trois saisons avec le club cantalou.

## Palmarès

### En club
- Vainqueur du Championnat de France espoirs en 2022 avec le Stade aurillacois.

### En équipe nationale
- Vainqueur du Championnat d'Europe en 2024 avec l'équipe de Géorgie.